# Mario Agosti
Mario Agosti (Udine, 21 luglio 1904 – Pordenone, giugno 1992) è stato un giavellottista, multiplista e calciatore italiano, di ruolo attaccante.

## Calcio

### Carriera
Con l'Udinese disputa 14 gare nei campionati di Prima Divisione 1922-1923 e Prima Divisione 1925-1926; in seguito disputa altre 14 partite nel campionato di Serie B 1930-1931.

## Atletica leggera
Durante la propria carriera sportiva si è distinto anche nell'atletica leggera, in particolar modo nel lancio del giavellotto, specialità in cui si è laureato 3 volte campione nazionale. È stato anche primatista nazionale della disciplina e ha rappresentato la nazionale italiana in 16 occasioni.
Dopo la fine della propria carriera agonistica è stato allenatore FIDAL e successivamente dirigente sportivo.

### Campionati nazionali
- 3 volte campione nazionale assoluto nel lancio del giavellotto (1932, 1935, 1936)
- 1 volta campione nazionale assoluto nel decathlon (1928)